# Wladimir Dawidowitsch Burljuk

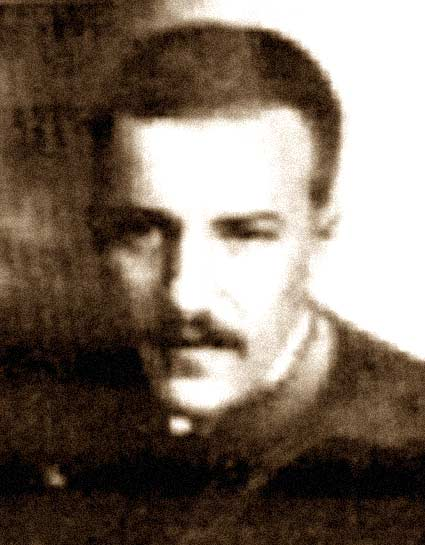
Wladimir Burljuk

Wladimir Dawidowitsch Burljuk (russisch Владимир Давидович Бурлюк; wiss. Transliteration Vladimir Davidovič Burljuk; * 15. Märzjul. / 27. März 1886greg. in Charkow; † 1917 in Thessaloniki) war ein russisch-ukrainischer Maler, Graphiker, Autor und Illustrator von futuristischen Büchern. Zusammen mit seinen Brüdern Nikolai und Dawid Burljuk und der Schwester Ljudmila Burljuk zählte er zur Russischen Avantgarde.

## Leben
Wladimir Burljuk studierte gemeinsam mit seinem Bruder Dawid ab 1902 an der Königlichen Akademie der Schönen Künste in München und ab 1903 an der Malschule von Anton Ažbe. Er setzte sein Studium von 1911 bis 1915 an der Pensaer Kunstfachschule fort.
1907 gründeten die beiden Brüder, finanziert durch ihren Vater Dawid Fjodorowitsch Burljuk, die Künstlervereinigung Kranz/Stephanos. Im selben Jahr nahmen sie gemeinsam mit ihrer Schwester Ljudmila an der Ausstellung der Moskauer Stroganow-Kunstakademie teil.
Die Familie lebte von 1907 bis 1914 auf dem Gut Tschernjanka im Gouvernement Cherson (heute Dorf Tschornjanka, Oblast Cherson, Rajon Kachowka), wo der Vater auf dem Gut des Grafen Mordwinow als Verwalter eingesetzt war.
Wladimir Burljuk war Mitglied und Aussteller der Kunstvereinigungen Künstlervereinigung München, Karo-Bube, Blauer Reiter, Bund der Jugend und Hylæa-Gruppe von Literaten und Künstlern.
Burljuk wurde 1915 zum Wehrdienst eingezogen und fiel 1917 in Thessaloniki.

## Ausstellungen (Auswahl)
- Der Kranz/Stephanos (1907/08)
- Das Glied (1908)
- Salon Izdebskij (1909, 1911)
- Baltische Ausstellung, Malmö (1914)
- Erster Deutscher Herbstsalon (1913)
- Salon des Indépendants (1914)

## Galerie

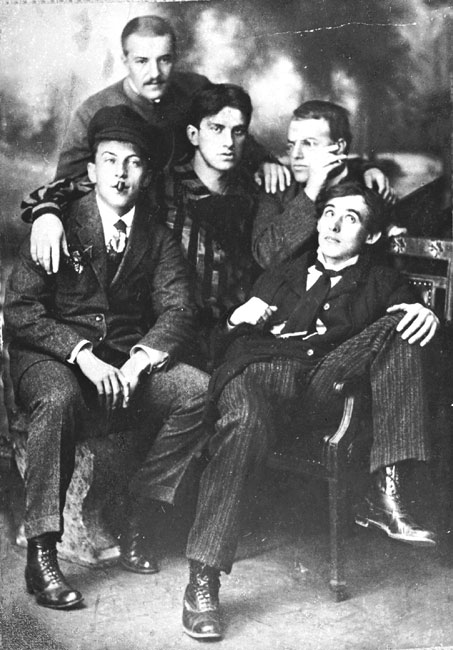
Von links: Benedikt Liwschiz, Wladimir Burljuk, Wladimir Majakowski, Dawid Burljuk, Alexei Krutschonych (um 1912)
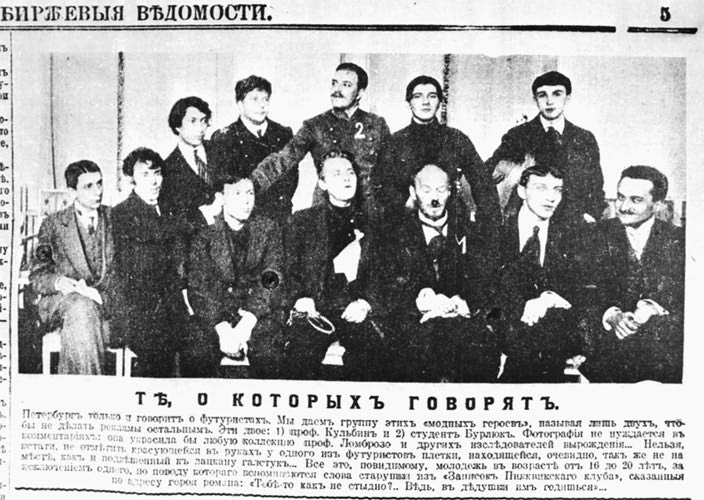
Börsennachrichten: Die, über die gesprochen wird. Burljuk markiert mit der Zahl zwei (vor 1917)

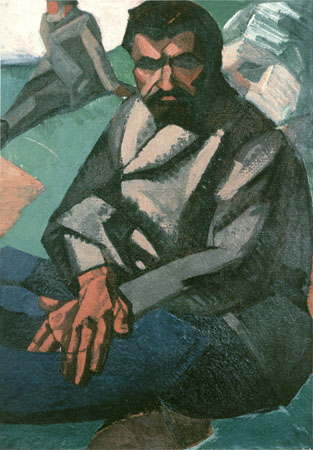
Vater (1910)
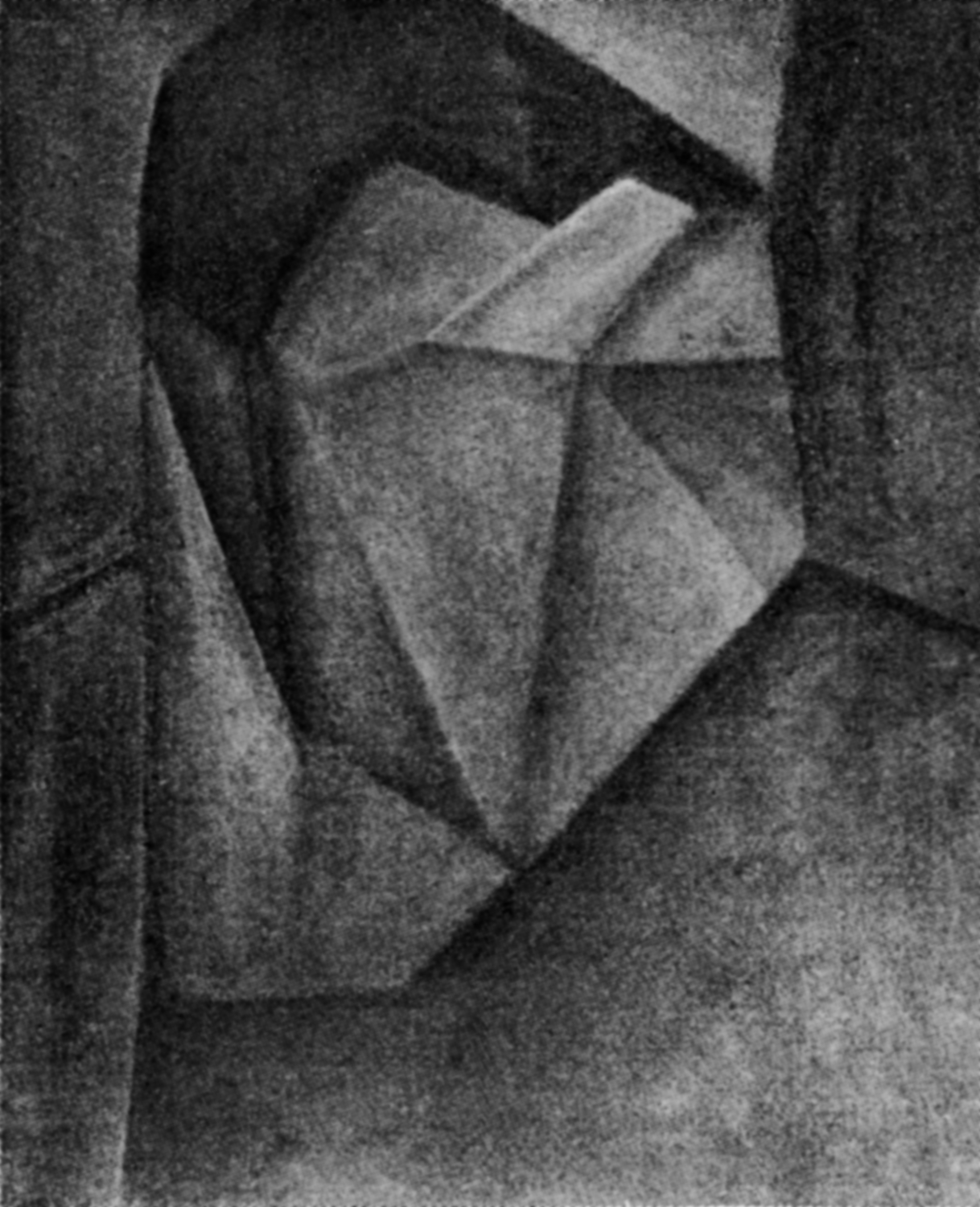
Porträtstudie (1911)
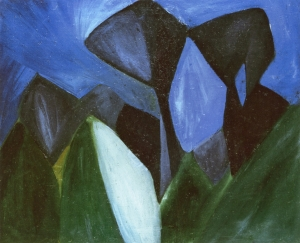
Die Bäume (1911)
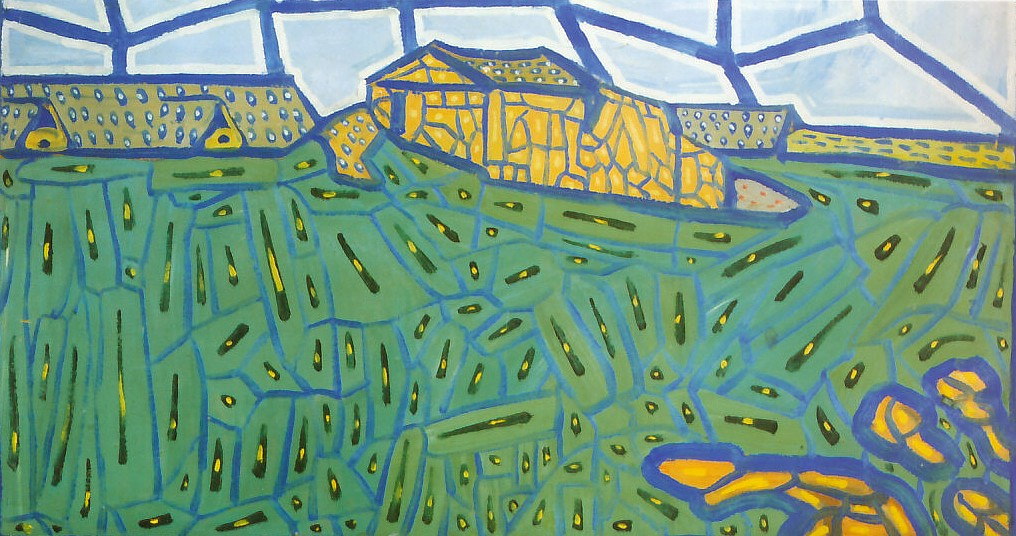
Die Landschaft (1912)
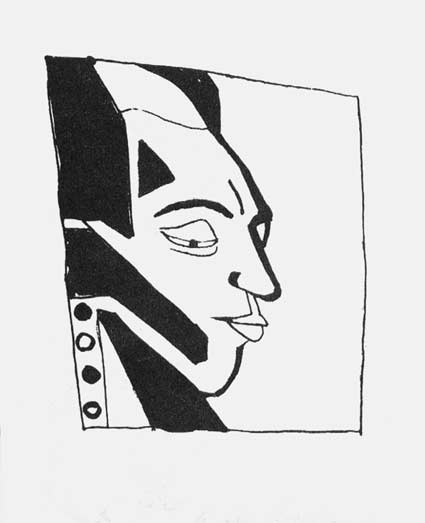
Welimir Chlebnikow (1913)
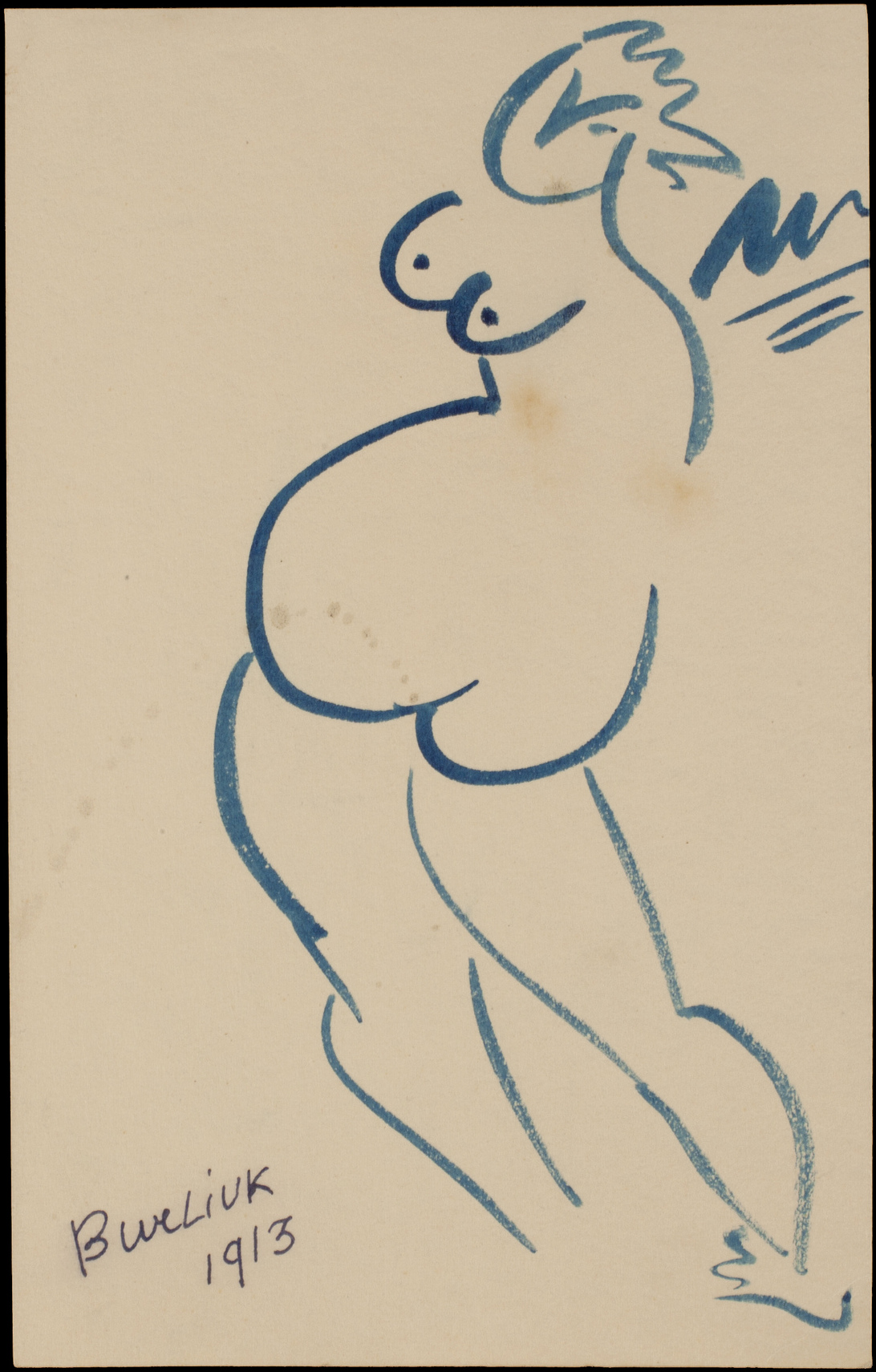
Frauenfigur (1913)